# Olšany (Morávia do Sul)
Olšany é uma comuna checa localizada na região de Morávia do Sul, distrito de Vyškov.